# 이원수 (수학)
이원수(二元數, 영어: dual number)는 실수에 하나의 멱영원을 추가하여 얻는 가환환이다. 복소수와 마찬가지로 2차원 {\displaystyle \mathbb {R} }-대수를 이루지만, 복소수와는 달리 체를 이루지 못한다.

## 정의
이원수는 실수에 {\displaystyle \epsilon ^{2}=0}인 수 {\displaystyle \epsilon }을 추가하여 얻는다. 엄밀히 말하자면, 이원수의 집합은 {\displaystyle \mathbb {R} \times \mathbb {R} }로 여길 수 있다. 이 경우, {\displaystyle (a,b)\in \mathbb {R} ^{2}}를 {\displaystyle a+b\epsilon }으로 쓰자.다음과 같은 덧셈과 덧셈의 역, 곱셈을 정의할 수 있다.
{\displaystyle (a+b\epsilon )+(c+d\epsilon )=(a+c)+(b+d)\epsilon }
{\displaystyle -(a+b\epsilon )=(-a)+(-b)\epsilon }
{\displaystyle (a+b\epsilon )(c+d\epsilon )=ac+(bc+ad)\epsilon }
이 연산들에 따라서, 이원수의 집합은 가환환을 이룬다.

### 선형대수학적 표현
이원수 {\displaystyle a+b\epsilon }는 2×2 행렬환 {\displaystyle \operatorname {Mat} (2;\mathbb {R} )}의 부분환으로 다음과 같이 나타낼 수 있다.
{\displaystyle a+b\epsilon ={\begin{pmatrix}a&b\\0&a\end{pmatrix}}}

## 성질
이원수의 집합은 (곱셈 항등원을 갖는) 가환환을 이루지만, 멱영원 {\displaystyle \epsilon }이 존재하므로 정역을 이루지 않는다. 이원수환은 국소환을 이루며, 유일한 극대 아이디얼은 주 아이디얼 {\displaystyle (\epsilon )}이다.
이원수환에서 가역원은 {\displaystyle a\neq 0}인 {\displaystyle a+b\epsilon }이며, 그 역은 다음과 같다.
{\displaystyle (a+b\epsilon )^{-1}=1/a-(b/a^{2})\epsilon }
이원수는 2차원 가환 결합 {\displaystyle \mathbb {R} }-대수를 이룬다.

## 응용
이원수는 물리학에서 초대칭을 다룰 때 사용된다. 이원수의 공간은 초공간의 가장 간단한 예이며, {\displaystyle \epsilon }은 반가환수가 된다.

## 같이 보기
- 복소수
- 분할복소수